# Charlotte Caniggia
Charlotte Chantal Solange Caniggia Nannis (Buenos Aires; 15 de febrero de 1993) es una modelo, celebridad de internet y personalidad de los medios argentina. Es la hermana melliza del cantante y presentador de televisión Alex Caniggia. Es la hija del futbolista profesional retirado Claudio Paul Caniggia y la modelo Mariana Nannis.Durante su trayectoria ha participado de varios programas de telerrealidad y entretenimiento. Además ha sido la primera latina en tener su propio reality show, su protagonismo en diferentes realities la llevó a ser portada de varias revistas nacionales como Gente, Caras, Paparazzi y Pronto, también en publicaciones internacionales como la revista SoHo. En septiembre de 2010 participó en la pasarela de la Semana de la Moda de París.

## Biografía
Sus apariciones televisivas empezaron en 1998 en diferentes especiales de televisión, junto a su madre Mariana Nannis; a quien acompañó en Mujeres ricas, programa emitido en 2010 por La Sexta en España. En 2012 participó en la octava temporada del Bailando por un Sueño en Argentina. En 2015 participó en la décima temporada del reality show italiano L'isola dei famosi (Celebrity Survivor Italy) presentado por Alessia Marcuzzi con Alvin en Canale 5. A principios de 2016 participó en la cuarta temporada del reality show español Gran Hermano VIP emitido por Telecinco. Posteriormente en Argentina, en el mismo año, participó en Bailando 2016 emitido en El Trece. Como cantante ha grabado dos sencillos, Disco Champagne en 2012 como cantante solista y Siempre al Top en 2017 en colaboración con su hermano gemelo, el cantante y actor Alex Caniggia.
En teatro fue parte del reparto principal de Despedida de Casados en 2012-13 donde interpretó al personaje de Shampein, y de Abracadabra en 2016-17 donde representó a Alelí. En cine participó en 2018 del reparto principal de la película Bañeros 5: Lentos y cargosos donde interpretó al personaje de Agustina. Durante estos años ella trabajó también como modelo, influenciadora en las redes sociales y apareciendo en algunos videoclips, tales como La verdad de Owin ft. Ale Radetic, en Siempre Al Top la canción de ella y su hermano Alex y en Charlotte, Champagne, Choripan de su hermano mellizo, todos del año 2017. Además, en 2018, fue parte del videoclip de Te Quiero Igual de Lhoan, quien entonces era su novio. Debido a ganar notoriedad en varios programas de televisión, se convirtió en una starlette.
Ella condujo con su gemelo Alex, del 18 de septiembre de 2017 al 29 de julio de 2019, en MTV, el programa docu-reality MTV Caniggia Libre. En 2019, Alex y Charlotte participaron en el reality show chileno RE$I$TIRÉ, y en el mismo año ella participó - sin su gemelo - en el reality show argentino Super Bailando en El Trece. A principios de 2020 participó del programa argentino Divina comida emitido por Telefe y posteriormente, en el mismo año, del reality show argentino Cantando 2020. A principios de 2021 participó en la octava temporada de Acapulco Shore, reality show mexicano emitido por MTV Latinoamérica, y en Argentina, durante ese año, participó primeramente en el programa de baile Showmatch La Academia,  y en segundo lugar, en la tercera temporada de MasterChef Celebrity Argentina (emitido por Telefe). Ella habla tres idiomas, español, inglés e italiano, porque en su infancia y adolescencia vivió en varios países debido a la carrera futbolística de su padre Claudio.

## Vida personal
Charlotte, además de su hermano mellizo Alexander Caniggia, también tiene un hermano mayor, el pintor hiperrealista Axel Kevin Caniggia, nacido el 23 de diciembre de 1991.

## Filmografía

### Televisión
Incluye televisión de aire, cable y streaming.
| Año           | Título               | Título                         | Rol                    | Medio                 | Notas                             |
| ------------- | -------------------- | ------------------------------ | ---------------------- | --------------------- | --------------------------------- |
| 2010          | Bandera de España    | Mujeres ricas                  | Ella misma             | La Sexta              | Apariciones especiales            |
| 2012          | Bandera de Argentina | Bailando 2012                  | Participante           | El Trece              | 12.ª eliminada                    |
| 2015          | Bandera de Italia    | L'Isola dei Famosi 10          | Participante           | Canale 5              | 2.ª eliminada                     |
| 2016          | Bandera de España    | Gran Hermano VIP 4             | Participante           | Telecinco             | 8.ª eliminada                     |
| 2016          | Bandera de Argentina | Bailando 2016                  | Participante           | El Trece              | 18.ª eliminada                    |
| 2017, 2019    | Bandera de Argentina | MTV Caniggia Libre             | Ella misma             | MTV                   | Reparto principal                 |
| 2019          | Bandera de Chile     | RE$I$TIRÉ                      | Participante           | Mega                  | Abandono voluntario               |
| 2019          | Bandera de Argentina | Súper Bailando                 | Participante           | El Trece              | 17.ª eliminada                    |
| 2020          | Bandera de Argentina | Divina comida                  | Participante           | Telefe                | 3.er Lugar                        |
| 2020          | Bandera de Argentina | Pampita Online                 | Panelista              | Net TV                | [ 28 ]                            |
| 2020          | Bandera de Argentina | Cantando 2020                  | Participante           | El Trece              | 19.ª eliminada                    |
| 2021          | Bandera de México    | Acapulco Shore                 | Ella misma             | MTV                   | Reparto principal (T8)            |
| 2021          | Bandera de Argentina | Showmatch, la academia         | Participante           | El Trece              | 3.ª eliminada                     |
| 2021–2022     | Bandera de Argentina | MasterChef Celebrity Argentina | Participante           | Telefe                | 8.ª eliminada (T3)                |
| 2022          | Bandera de Argentina | ¿Quién es la máscara?          | Luna, mujer alienígena | Telefé                | 10.ª desenmascarada               |
| 2022, 2023    | Bandera de Argentina | El Hotel de los Famosos        | Ella misma             | El Trece              | Episodio: «La batalla final» (T1) |
| 2022, 2023    | Bandera de Argentina | El Hotel de los Famosos        | Participante           | El Trece              | Abandono voluntario (T2)          |
| 2023–2024     | Bandera de Argentina | Bailando 2023                  | Participante           | América               | Abandono voluntario               |
| 2023–2024     | Bandera de España    | En busca del Nirvana           | Participante           | Cuatro                | 4.º lugar                         |
| 2025-presente | Bandera de Argentina | Qué Tupé                       | Conducción             | Youtube / eltrece.com | [ 29 ]                            |
| 2025          | Bandera de Argentina | Por el mundo                   | Conductora invitada    | Telefe                | Episodio: TBA                     |

### Cine
| Año  | Título               | Título                       | Personaje | Notas             |
| ---- | -------------------- | ---------------------------- | --------- | ----------------- |
| 2018 | Bandera de Argentina | Bañeros 5: Lentos y cargosos | Agustina  | Reparto principal |

### Videoclips
- «La verdad» (2017) - Owin ft. Ale Radetic
- «Siempre Al Top» (2017) - Alex Caniggia ft. Ella misma
- «Charlotte, Champagne, Choripan» (2017) - Alex Caniggia
- «Te Quiero Igual» (2018) - Lhoan

## Teatro
- Despedida de Casados (2012-2013)
- Abracadabra (2016-2017)
- No paramos de triunfar (2023)

## Discografía

### Sencillos
- 2012: «Disco Champagne»
- 2017:  «Siempre al Top» (colaboración junto a Alex Caniggia)

## Premios y nominaciones
| Año  | Premio                          | Categoría                           | Trabajo nominado | Resultado | Ref. |
| ---- | ------------------------------- | ----------------------------------- | ---------------- | --------- | ---- |
| 2013 | Premios Los Más Clickeados      | Famosos con más rating en internet  | Ella misma       | Ganadora  |      |
| 2016 | Premios Los Más Clickeados 2016 | Famosos con más rating en internet  | Ella misma       | Ganadora  |      |
| 2017 | MTV Millennial Awards 2017      | Instagrammer nivel Dios - Argentina | Ella misma       | Nominada  |      |
| 2018 | MTV Millennial Awards 2018      | Instagrammer nivel Dios - Argentina | Ella misma       | Nominada  |      |
| 2019 | MTV Millennial Awards 2019      | Instagrammer nivel Dios - Argentina | Ella misma       | Nominada  |      |